# بارلو ورلد
بارلو ورلد (انگلیسی: Barloworld) شرکت خوشه‌ای در آفریقای جنوبی است، که در سال ۱۹۰۲ تأسیس شد.